# SV Alfeld
Die Sportvereinigung Alfeld von 1858 e. V. ist ein Sportverein aus Alfeld an der Leine im Landkreis Hildesheim. Der Verein hat ca. 2000 Mitglieder. Die Vereinsfarben sind grün-weiß.

## Geschichte
Am 22. August 1858 gründeten Turner den Männer-Turn-Verein von 1858. Aus der turnerischen Betätigung sind mit der Zeit andere Sportarten hervorgegangen oder haben sich selbständig gebildet. Anfangs wurde auf einem „Turnplatz“ bzw. in Scheunen geturnt. 1886 wurde die vereinseigene Turnhalle „Am Antonianger“ eingeweiht, die noch heute genutzt wird. Im Jahre 1912 gründeten sich in Alfeld die Vereine Hertha Alfeld und Fußballklub von 1912, die ein Jahr später zum FC Union Alfeld fusionierten und im Arbeitersport zu Hause waren.
Bürgerlicher Rivale des FC Union war der SV Eintracht, der im Jahre 1931 im MTV Alfeld aufging. Jener MTV Alfeld fusionierte im Jahre 1945 mit Tuspo Alfeld zur heutigen SV Alfeld. Tuspo Alfeld entstand 1929 durch die Fusion zwischen dem SV 1925 und dem TV Jahn 1884. Im Jahre 1933 schlossen sich die Mitglieder des verbotenen FC Union Tuspo an. Die Fußballer spalteten sich 1958 als FC Alfeld ab, kehrten allerdings 1991 zum Stammverein zurück. Heute wird Sport in 18 Sparten betrieben.

## Abteilungen
In folgenden zahlreichen Abteilungen bietet die SV Alfeld viele Möglichkeiten, Breiten- und teilweise Leistungssport zu betreiben:
- Badminton
- Baseball
- Basketball
- Boule
- Fechten
- Fußball
- Gesundheitssport
- Handball
- Judo
- Karate
- Leichtathletik
- Mountainbiking
- Prellball
- Gymnastik 50+ (Ski)
- Taijiquan
- Tennis
- Tischtennis
- Turnen
- Volleyball
- Wandern

Fußball, Handball und Turnen sind die mitgliederstärksten Sportarten. Im Bereich Gesundheitssport bietet der Verein Wirbelsäulengymnastik, Pilates, eine Herzsport-Nachfolgegruppe (ohne ärztliche Aufsicht) unter Leitung einer lizenzierten Übungsleiterin und Fitness-Gymnastik an. Die SV Alfeld versucht in allen Bereichen lizenzierte und ausgebildete Übungsleiter einzusetzen.

### Fußball
1947 gehörte der SV Alfeld zu den Gründungsmitgliedern der damals zweitklassigen Landesliga Hildesheim, stieg aber als Tabellenletzter ab. Im Jahre 1949 wurden die Alfelder in die drittklassige Amateurliga Staffel 5 (Hildesheim) eingruppiert, wo man 1952 Vizemeister hinter Borussia Hildesheim wurde. 1955 wurde die SVA Meister, scheiterte aber in der Aufstiegsrunde am 1. FC Wolfsburg und Union Salzgitter. Ein Jahr später sicherte man sich erneut die Meisterschaft und konnte sich in der Aufstiegsrunde durchsetzen.
Nachdem in der Saison 1956/57 der Klassenerhalt nur knapp geschafft wurde, folgte ein Jahr später der Abstieg. Mit nur 3:57 Punkten und 124 Gegentoren ging es zurück in die Drittklassigkeit. 1964 wurde die neu geschaffene Verbandsliga Niedersachsen Süd verpasst und die Mannschaft stürzte bis in die Kreisliga hinab. In der Saison 1978/79 erreichten die Alfelder schließlich die Verbandsliga Süd, verpassten aber die Qualifikation für die neu geschaffene, zweigleisige Landesliga. Nach einem erneuten Absturz in die Kreisliga gelang der SV Alfeld im Jahre 2012 der Aufstieg in die Landesliga Hannover. Seit der Saison 2015/16 spielte die erste Mannschaft in der Bezirksliga, ehe im Jahre 2022 der Aufstieg zurück in die Landesliga gelang. Nach nur einem Jahr folgte der erneute Abstieg in die Bezirksliga.

### Handball
In der Saison 2006/07 spielte man ein Jahr in der drittklassigen Regionalliga Nord. Eine Saison später erreichten die Alfelder den DHB-Pokal und unterlag in der ersten Runde bei der SG Schalksmühle-Halver mit 27:34. Die erste Handballmannschaft der Männer spielte in der Saison 2019/20 in der Verbandsliga Niedersachsen, nachdem in der Saison 2018/19 der Aufstieg aus der Landesliga Hannover als Tabellenführer erreicht wurde. Nach einer erfolgreichen Landesliga-Saison 2021/22 gelang der Aufstieg in die Oberliga Niedersachsen. Einige hochklassige Neuzugänge und die Einbindung starker Eigengewächse ermöglichen dem Team in dieser Saison den Kampf den Aufstieg.

### Fechten
Die SVA-Fechtsparte gründete sich kurz nach Aufhebung des Fechtverbotes, welches durch die Alliierten als Folge des Zweiten Weltkrieges verhängt wurde. Spartengründer war Herr Hofmann. Heute zählt sie zu den stärksten niedersächsischen Fechtsparten. Die Sparte widmete sich lange Zeit den konventionellen Waffen Florett und Säbel. Ab 2000 wurde die Sparte bevorzugt auf die Stoßwaffen Florett und Degen ausgerichtet, der Säbel verschwand, zudem übernahm der Sohn des Spartengründers, Detlev Hofmann den Posten als Trainer und Spartenleiter.

#### Landesmeisterschaften
Nach vielen kleinen Erfolgen in Form von diversen Top-8-Platzierungen und über 15 Bronze- und Silbermedaillen konnte das Herrenflorettteam am 2. Oktober 2021 erstmals den Landesmeistertitel in der Altersklasse der Aktiven (Int.Senior) gewinnen. Das Team aus Malte Hasse, Clemens Bock und Leonard Wolfram traf im Finale auf ein Team des Fechtklub Hannover um Veteranen Weltmeister Berthold Schaum, im letzten Gefecht konnte dieser trotz eines anfänglichen 35:39 Rückstandes durch Malte Hasse mit 45:42 bezwungen werden.
Mit dem Titelgewinn sicherte sich das Team den Startplatz für die Deutsche Meisterschaft in Tauberbischofsheim am 29. November 2021.

#### Deutsche Meisterschaften
In den 2000er Jahren gab es einen ersten Leistungshöhepunkt, Pheline Hofmann konnte als erste SVA-Fechterin an den deutschen Meisterschaften im Damenflorett teilnehmen.
Dieses Niveau konnten die Alfelder Fechter erst 2018 wieder erreichen, ab diesem Zeitpunkt formierte sich um die beiden Kadettenfechter Clemens Bock und Malte Hasse ein leistungsstarkes Herrenflorettteam. Neben zahlreichen Medaillen auf Landesebene (unter anderem Landesvizemeister) erreichte man die Qualifikation zur DM 2019 in Weinheim. Dieser Erfolg setzt sich bis heute (Stand Januar 2021) fort.

#### Internationale Erfolge
Malte Hasse startete auf mehreren European Circuits und Satellite Worldcups von EFC und FIE. Auf der Weltrangliste erreichte er während der Qualifikationsphase für Tokyo 2020 einen Platz unter den besten 500 Fechtern.